# Wünne bei Viesebeck
Das Naturschutzgebiet Wünne bei Viesebeck liegt nordwestlich des Stadtteils Wolfhagen-Viesebeck und umfasst etwa 12,4 ha. Die Wünne wurde am 6. Dezember 1992 als Naturschutzgebiet ausgewiesen und ist zusammen mit dem Dörneberg bei Viesebeck eines von zwei solcher Gebieten in der Nähe von Viesebeck.
Die Wünne hat als Kalk-Magerrasengebiet eine wichtige Bedeutung im Biotopverbund der Magerrasen Nordhessens. Hervorzuheben ist vor allem das Vorkommen gefährdeter Orchideenarten und seltener Schmetterlinge.
Die Verantwortung für Erhalt und Pflege des Gebietes teilen sich das Forstamt Wolfhagen, der Fachbereich Landwirtschaft des Landkreises Kassel und die Obere Naturschutzbehörde beim Regierungspräsidium Kassel.

## Geschichte
Genau wie der Dörneberg, ist das Gebiet wahrscheinlich schon seit der Altsteinzeit besiedelt und wurde als Weidegebiet für Ziegen und Schafe genutzt. Im Gegensatz zum Dörneberg konnte im Mittelalter auf den Kalkhängen der Wünne jedoch Wein angebaut werden. Die Wünne diente ebenfalls zur Kalksteingewinnung (für Bausteine und Branntkalk), was in geringem Umfang noch heute von der Stadt Wolfhagen betrieben wird. Im 1859 vom Kurhessischen Generalstab vorgelegten Kartenblatt Wolfhagen wird die Wünne waldfrei abgebildet; sie diente teilweise als landwirtschaftliche Nutzfläche (wobei die Ackerflächen stets wesentlicher kleiner als am Dörneberg waren). Mit der Zeit verbuschte das Gebiet. Heute werden vor allem Rinder zur Beweidung der Wünne eingesetzt.